# Барионное число
Барио́нное число́ (барио́нный заря́д) — сохраняющееся аддитивное квантовое число в физике элементарных частиц, определяющее количество барионов в системе. Оно определяется как:
{\displaystyle B={\frac {N_{q}-N_{\overline {q}}}{3}},}
где
{\displaystyle N_{q}\ } — количество кварков и
{\displaystyle N_{\overline {q}}} — количество антикварков.
Деление на три присутствует, поскольку по законам сильного взаимодействия полный цветовой заряд частицы должен быть нулевым («белым»), см. конфайнмент. Этого можно добиться соединением кварка одного цвета с антикварком соответствующего антицвета, создав мезон с барионным числом 0, либо соединением трёх кварков трёх различных цветов в барион с барионным числом +1, либо соединением трёх антикварков (с тремя различными антицветами) в антибарион с барионным числом −1. Другая возможность — это экзотический пентакварк, состоящий из 4 кварков и 1 антикварка.
Итак, алгебраическая сумма всех кварков в системе (или разность числа кварков и числа антикварков) всегда кратна 3. Исторически барионное число было определено задолго до того, как установилась сегодняшняя кварковая модель. Теперь более точно говорить о сохранении кваркового числа.
Частицы, не содержащие кварков или антикварков, имеют барионное число, равное 0. Это такие частицы, как лептоны, фотон, W- и Z-бозоны. Как уже отмечено выше, нулевым барионным числом характеризуются все мезоны.
Барионное число сохраняется во всех трёх взаимодействиях Стандартной модели. В рамках Стандартной модели существует формальная возможность несохранения барионного числа при учёте так называемых хиральных аномалий. Но такие процессы никогда не наблюдались.
Сохранение барионного числа является на сегодняшний день чисто феноменологическим законом. Его выполнение, наблюдающееся во всех известных физических процессах, не вытекает из каких-либо более фундаментальных законов или симметрий (в отличие, например, от закона сохранения электрического заряда). Таким образом, причина сохранения барионного числа пока неизвестна.
Ранее барионное число часто называли барионным зарядом. Термин «барионное число» более правилен, поскольку не обнаружено каких-либо калибровочных полей, источником которых был бы барионный заряд (наподобие электромагнитного поля, источником которого является электрический заряд).
Теоретически в природе могут существовать взаимодействия, изменяющие барионное число на единицу (ΔB = ±1) или на двойку (ΔB = ±2). В первом случае становится возможным распад протона, во втором — нейтрон-антинейтронные осцилляции (самопроизвольное превращение нейтрона в антинейтрон и наоборот). Экспериментально эти процессы пока не наблюдались, несмотря на интенсивные поиски. Примером теорий, в которых не сохраняется барионное (и лептонное) число, являются теории Великого Объединения. Во многих вариантах Великого Объединения барионное и лептонное число не сохраняются порознь, однако сохраняется их разность B − L. Нарушение этих законов становится заметным при энергиях реакций на масштабе энергии Великого Объединения (> 1015 ГэВ). При малых энергиях эти процессы сильно (хотя и не абсолютно) подавлены чрезвычайно большим значением массы калибровочных бозонов, которые осуществляют взаимодействия, не сохраняющие барионное число. Таким образом, в теориях Великого Объединения сохранение барионного заряда является лишь эффективным правилом, хорошо выполняющимся при низких энергиях.
Несохранение барионного числа является одним из необходимых условий (см. Условия Сахарова) для возникновения наблюдаемой в нашей Вселенной асимметрии между барионами и антибарионами. Вещество Вселенной содержит в основном барионы, примесь антибарионов чрезвычайно мала. Это означает, что на какой-то из ранних стадий космологической эволюции произошёл процесс бариогенезиса с несохранением барионного числа.